# Улицы Барнаула
На сегодняшний день в Барнауле — административном центре Алтайского края — насчитывается 780 улиц, 11 проспектов (проспект Ленина, Космонавтов, Красноармейский, Социалистический, Комсомольский, Энергетиков, Дзержинского, Коммунаров, Сибирский, Строителей, Калинина), 10 трактов (Павловский, Заринский, Правобережный, Новосибирский, Чуйский, Змеиногорский, Южный, Гоньбинский, Лесной и Малый Павловский тракты), 126 переулков и проездов. Их общая длина — более 700 км.

## История

### XVIII—XIX века
Барнаул с самого основания застраивался по единому «регулярному» плану: параллельно-перпендикулярное расположение улиц дало повод назвать их линиями, как в Санкт-Петербурге. В 1746 году в городе была всего одна улица — Ряпасовская, а чуть позже появились Мастерская и Петропавловская (с 1947 года — Ползунова) улицы, застройка которых началась в 1739—1740 годах одновременно с началом работы сереброплавильного завода и образования поселка при нём. К 1760 году на левом и правом берегах реки Барнаулки в её низовьях появилось ещё около 10 улиц. Те, что располагались параллельно плотине заводского пруда, считались переулками, а перпендикулярно — улицами.
В дальнейшем, при застройке кварталов города использовался тот же принцип и порядок. Композиция восходила к указам 1722 года «О строении крестьянских дворов в погорелых и вновь строящихся сёлах и деревнях» по образцовым чертежам. Каждый квартал представлял собой разделённый улицами прямоугольный участок размерами 25 на 42 м, где должны были располагаться дома со службами и огородами. Началось активное расширение городской территории и к середине XIX века уже существовали (в порядке удаления от Барнаулки) следующие улицы:
- Малая Тобольская;
- Большая Тобольская (с 1910 года — ул. Льва Толстого);
- Петропавловская (с 1947 года — ул. Ползунова);
- Иркутская (с 1899 года — ул. Пушкина);
- Кузнецкая (с 1902 года — ул. Гоголя);
- Томская (с 1921 года — ул. Короленко);
- Бийская (с 1928 года — ул. Никитина);
- Павловская (с 1927 года — ул. Анатолия);
- Сузунская (с 1927 года — Интернациональная ул.);
- Бердская (с 1927 года — Пролетарская ул.).

Кварталы в историческом центре города застраивались кирпичными и деревянными жилыми домами малой этажности. В связи с этим, развитие Барнаула происходило в северном направлении, новые улицы пересекали надпойменные террасы реки Барнаулки, сменяя абсолютные высоты над уровнем моря от 137 до 185 м. К концу XIX века появились:
- Коряковская (с 1927 года — Партизанская ул.);
- 1-я Алтайская (с 1957 года — ул. Чернышевского);
- 2-я Алтайская (с 1939 года — ул. Чкалова);
- 3-я Алтайская (с 1938 года — ул. Кирова).

Перпендикулярно этим улицам проходили переулки:
- Острожный (с 1927 года — Комсомольский проспект);
- Мостовой (с 1938 года — ул. Горького);
- Соборный (с 1921 года — Социалистический проспект);
- Московский (с 1924 года — пр. Ленина);
- Конюшенный (с 1927 года — Красноармейский проспект);
- 1-й Прудской (с 1957 года — пер. Радищева);
- 2-й Прудской (с 1938 года — пер. Циолковского);
- 3-й Прудской (с 1938 года — пер. Ядринцева);
- 4-й Прудской (с 1938 года — Революционный пер.);
- 5-й Прудской (с 1938 года — пер. Челюскинцев);
- 6-й Прудской (с 1938 года — Прудской пер.).

В это же время планомерно застраивалась Нагорная часть Барнаула. Здесь улицы располагались параллельно Оби:
- Большая Змеевская (с 1927 года — ул. Аванесова);
- Немецкая (с 1927 года — ул. Денисова);
- Михайловская (ныне ул. Фомина);
- Воскресенская (ныне ул. Тяптина);
- Вагановская (ныне ул. Третьякова).

Большая Змеевская улица при выходе из города сменялась Змеиногорским почтовым трактом, Московский проспект с Острожным переулком сразу за городом переходили в Московский (Томский) почтовый тракт. В середине XIX века Московский переулок был единственной улицей в Барнауле, на которой находился бульвар, а в 1900 году он получил статус проспекта и стал главной улицей города. Здесь располагались дома: начальника Алтайского округа, богатых купцов и промышленников.

### XX—XXI века
В начале XX века Барнаул застраивался в левобережье Барнаулки, в северном и восточном направлениях. К 1907 году появились 4-я и 5-я Алтайские улицы (ныне Песчаная и Папанинцев). А к 1923 году в городе уже насчитывается 12 Алтайских улиц и 10 Прудских переулков.
2 мая 1917 года произошёл крупный пожар, уничтоживший деревянные и каменные постройки почти в 60 кварталах центральной части города. После этого до 1930-х годов в принципах градостроительства господствовал план застройки Барнаула по принципу «города-сада», где центром должна была стать идеально круглая площадь, от которой отходило бы шесть равных по длине симметричных радиусов — бульваров.
В середине 1930-х годов проектируемый центр «города-сада» сместился в сторону площади Текстильщиков. Первые три луча-бульвара пересекались с Московским (Ленинским) проспектом. Далее от проспекта, как в зеркальном отражении, планировалось создать ещё один градостроительный комплекс на Привокзальной площади. Постройки должны были образовывать всё новые и новые круги, где каждый последующий круг — больше предыдущего, но в конце 1930-х годов этот проект был остановлен из-за плохой реализации, большой стоимости и малой эффективности в условиях проходившей индустриализации страны.
С 1930—1940-х годов стали интенсивно застраиваться районы севернее железнодорожной выемки, где расположились новые кварталы и промышленные зоны. Первоначально функцию центральной улицы в этой части города выполнял проспект Калинина. Вокруг него расположились эвакуированные в Барнаул после начала Великой Отечественной войны промышленные предприятия (Барнаултрансмаш, Сибэнергомаш, Барнаульский радиозавод и другие); а также бараки и землянки рабочих. Между современной Северо-западной улицей, проспектами Ленина и Калинина находился так называемый «копай-город», которой снесли только в 1957 году. Кварталы на севере города, возведённые в 1940—1950-е годы, образовали крупный рабочий микрорайон Поток, состоящий из «хрущёвок» и бараков. Большинство улиц здесь именовались по тому же принципу, что и в начале XX века, например: 1-я Западная, 2-я Западная, 3-я Западная, 2-й Заводской проезд, 6-й Заводской проезд, 9-й Заводской проезд. До сегодняшнего дня они здесь сохранились в первоначальном виде: относительно узкие (от 5 до 15 метров), часто с односторонним движением для транспорта (ул. Э. Алексеевой, ул. Г. Титова).
На западной окраине города около железнодорожного полотна рядом с бассейном реки Пивоварки расположился частный сектор, активно развивавшийся с 1940-х годов. Улицы и переулки, проходящие между жилыми домами, образовали густую сеть узких грунтовых дорог, пересекающих речные террасы и овражную сеть.
С 1960-х годов в Барнауле преобладала поточная застройка. Сначала прокладывались прямые и широкие улицы, а затем возводились здания. В 1970-х и 1980-х годах были построены целые микрорайоны из различных серий 9-этажных жилых домов в северо-западной части города (Черёмушки, Солнечная поляна, Урожайный).Первые спальные районы соединились с центром города и промышленной зоной посредством нескольких крупных магистралей: Павловского тракта, улиц Антона Петрова, Северо-Западной, Попова, Юрина, проспектов Ленина и Космонавтов.
В 1990-х и 2000-х годах вектор развития уличной сети сместился на западную окраину города. Новые улицы, в основном, располагаются среди строящихся кварталов (Балтийская, Шумакова) и соединяют жилые массивы с центральными магистралями Барнаула.

### Проекты
С 1930-х годов архитекторы города разрабатывали идею строительства Обского бульвара, который должен пройти от площади Советов до берега Оби. В итоге с 1950-х годов бульвар продвинулся лишь на квартал от проспекта Ленина до Комсомольского проспекта.
В 2007 году Российским институтом урбанистики (Санкт-Петербург) был разработан новый генплан, согласно которому развитие дорожной сети города должно происходить с максимальным использованием геоэкономического положения Барнаула. Одним из основных элементов в генплане стал проект автомобильного тоннеля, соединяющего Красноармейский проспект и улицу Юрина, под железнодорожными путями и площадью Победы. Это должно снизить транспортную нагрузку на проспект Ленина.
Другие крупные решения генплана включают расширение улиц города и строительство Центральной Дуговой магистрали протяженностью 13 км. Магистраль должна обойти деловой район с запада и севера, тем самым разгрузить центр города и инициировать развитие нового общественно-делового района вдоль проспекта Коммунаров. Кроме того, в Барнауле планируется проложить Обскую и Мамонтовскую магистрали, соединяющие правый берег Оби и западную часть города.
Строительство объездной дороги возле Барнаула, проект которой был предложен администрацией края в 2016 году, получило одобрение Главгосэкспертизы России в декабре 2018 года.
В 2019 году должно начаться строительство автомобильной магистрали в обход города. По ней будет следовать грузовой и легковой транзитный транспорт. Проектная документация предполагает расходы в 50 млрд рублей, на которые дорожники должны проложить 68,1 км новой дороги по территории Первомайского, Павловского и Калманского районов Алтайского края и городского округа Барнаула. Проект предусматривает возведение нового моста через Обь (возле поселка Бобровка) протяжённостью в 2,4 тыс. м. Дорога также будет проходить через протоки, которые перекроют еще четыре новых моста. Новая магистраль поможет разгрузить дороги города, страдающие от пробок, и способствовать сохранности дорожного полотна.
В качестве одного из источников финансирования проектировщики предполагают использование средств, полученных в результате работы системы «Платон».

## Топонимия
Топонимия Барнаула периода середины XVIII — конца XIX веков формировалась постепенно естественным путём, не испытывая влияния извне. Улицы назывались:
- по церквям и соборам: Петропавловская ул., Соборный пер., Троицкий пер.;
- по складам, учреждениям, заводам: Пороховая ул., Конюшенный, Обсерваторный переулки;
- по сооружениям: Мостовой, Плотинный переулки;
- по выполняемой ими функции, связанной с торговлей: Торговая, Хлебная улицы;
- по направлению к промышленным пунктам, находящимся за пределами города: Змеевская ул., Павловская ул. (Павловский сереброплавильный завод), Сузунская ул. (Сузунский медеплавильный завод);
- по направлению, отношению к другим населённым пунктам: улицы Бердская (Бердский острог), Бийская (Бийская крепость), Томская (Томская губерния), Кузнецкая (Кузнецкий острог), Московский пер. (тракт на Москву и Петербург).
- по фамилиям отдельных лиц, первым жителям Барнаула и переселенцам: Иркутская ул., Олонская ул., Тобольская ул.;
- по фамилиям начальников, руководителей: Вагановская ул. (Ф. С. Ваганов — управляющий Барнаульскими заводами), Болдыревский пер. (В. К. Болдырев — начальник Алтайского округа);
- по фамилиям владельцев дач и заимок: переулки Алексеевский (заимки Алексеева), Лазаревский (заимки Лазарева), Суховский (дачи Сухова).

Массовое переименование улиц началось в конце XIX века. Улицы в историческом центре города получили имена известных русских писателей и поэтов (Пушкина, Гоголя, Горького, Никитина, Толстого, Тачалова, Белинского, Короленко). После 1917 года значительная часть улиц получала идеологические названия: имена участников революции и гражданской войны (Анатолия, Колядо, Сухова, Алексеевой, Веховского, Аванесова, Присягина, Мамонтова, Ленина, Калинина, Дзержинского) и названия, связанные со сменой общественного строя (Социалистический, Красноармейский, Комсомольский, Советская, Коммунистическая, Коммунаров, Интернациональная).
В 1950—1960-е годы улицы Барнаула назывались именами Героев Советского Союза (Смирнова, Матросова, Кащеевой, Петрова, Юрина, Исакова). Позже улицы получали названия в честь юбилеев связанных с историей СССР (40 лет Октября, 50 лет СССР); хозяйственных и политических деятелей Алтайского края (Кулагина, Георгиева, Шумакова, Солнцева); известных земляков (Шукшина, Титова).
Названия некоторых улиц отражают их географическое положение или рельеф местности: Заречная, Горская, Крутая, Северо-Западная. Одиннадцать улиц в Барнауле носят имена людей, принимавших участие в Первой мировой войне или начинавших службу в годы войны в царской армии.
Эстетическая направленность в названиях улиц, проявившаяся в конце XX — начале XXI века, вызвана попыткой создать нейтральное и свободное от текущей политической ситуации впечатление. Вновь появляющиеся улицы города получают довольно звучные имена: Томского мушкетёрского полка, Лоцмановская, Горнолыжная, Открытая, Багряная, Мачтовый переулок.

## Благоустройство
В XVIII—XIX веках улицы Барнаула были немощёные. Опыты по засыпке их шлаком сереброплавильного завода в 1820-х годах оказались неудачными: шлак развеивался ветром, оседал на домах и проникал внутрь помещений. Стараниями начальника Колывано-Воскресенских заводов П. К. Фролова (1817—1830) удалось многое сделать для благоустройства улиц города: возведён ряд каменных зданий, разбиты сады у корпусов Горного училища, госпиталя, горного архива и перед домами состоятельных барнаульцев.
В Московском переулке был создан бульвар; заложены аллеи по Соборному переулку до Петропавловской ул.; вдоль заводского пруда между Конюшенным и 1-м Прудским переулками; вдоль Барнаулки от завода до Московского переулка.
Власти города вели борьбу с затоплениями и заболоченностью улиц: подсыпались поймы рек, осушались болотистые участки, сооружались отводные каналы и канавы. В 1891 году проведены осушения самых заболоченных улиц города — Мостового переулка и Олонской ул.
К мощению улиц приступили лишь в начале XX века с улицы Пушкина. В 1927 году были замощены Социалистический проспект и улица Гоголя, общей длиной в 3,5 км. К 1940 году улицы с твёрдым покрытием имели длину 19 км, а в 1952 году — 60 км. С 1950 года началось массовое асфальтирование улиц Барнаула, и к 1970 году уже было 238 км заасфальтированных дорог (41 % от общей длины), а в 1999 году — 542 км (71 %).
В начале XXI века из-за износа дорожного покрытия особое внимание стало уделяться капитальному ремонту улиц. В 2004—2007 годах асфальтовое покрытие было заменено на проспектах Строителей, Калинина, Красноармейском; улицах Солнечная Поляна, Аванесова, Э. Алексеевой, Трактовой, Советской Армии, Юрина, а также на Павловском тракте.

## Транспортная сеть
Улицы Барнаула несут одну из своих важнейших функций — транспортную. Спроектированные и проложенные ещё в 1960-х и 1970-х годах магистрали сегодня уже не справляются с этой задачей. Уровень автомобилизации населения увеличился в 3—4 раза, при этом дорожная сеть осталась на прежнем уровне. Железная дорога, проходящая через город с северо-востока на юго-запад, разделяет его на две части, которые имеют между собой слабую транспортную связь. Спальные районы, находящиеся на северо-западе Барнаула, соединены напрямую с центром города всего 3 улицами: Павловским трактом, проспектами Ленина и Калинина. На них в «часы пик» лежит основная нагрузка пассажирского и личного транспорта. Кроме того, плотность движения велика на проспекте Строителей, улицах Юрина, Сухэ-Батора и Северо-Западной. Также, причиной пробок является недостаточная ширина центральных улиц: они имеют всего 2—3 полосы для движения.
8 трамвайных и 3 троллейбусных .маршрутов охватывают как центральную часть Барнаула, так и районы на окраине города. Наиболее обеспеченные городским пассажирским электротранспортом: проспекты Красноармейский, Строителей, Ленина, Космонавтов; улицы Малахова, Попова, Антона Петрова и Северо-Западная.
По состоянию на 2007 год, в городе действовало более 150 автобусных маршрутов, которые охватывают практически все основные улицы Барнаула. Центральной транспортной развязкой города является Площадь Октября, которая была предусмотрена генеральным планом 1937 года. На ней распределяются почти все потоки городского транспорта: по проспекту Калинина — к северной промышленной зоне и к старому мосту через Обь, по проспекту Ленина — к спальным районам города и в центр города (в том числе и по улице Советской), по проспекту Строителей — к железнодорожному вокзалу и на Павловский тракт.
В 2008 году городскими властями представлена программа борьбы с транспортными пробками и развития сети городских дорог. Согласно её положениям, светофоры на проспекте Ленина будут работать по принципу «зелёной волны», которая позволит ехать водителям, всё время попадая на зелёный сигнал. Это нововведение должно увеличить скорость движения автомобильного транспорта по улицам города на 20 %. Кроме того, в планах: расширение центральных проспектов и перенос трамвайных путей на северный путепровод через железнодорожную выемку и проспект Калинина.